# Waterloo (Illinois)
Pour les articles homonymes, voir Waterloo (homonymie).
Waterloo est une ville de l'Illinois, siège du comté de Monroe, aux États-Unis.